# Scottsville (Virginia)
Scottsville è un comune degli Stati Uniti d'America, situato nello Stato della Virginia, diviso tra la Contea di Albemarle e la Contea di Fluvanna.